# بوبي بيرد
بوبي بيرد (بالإنجليزية: Bobby Byrd)‏ هو عازف بيانو ومنتج أسطوانات وموسيقي ومغن مؤلف أمريكي، ولد في 15 أغسطس 1934 في توكوا في الولايات المتحدة، وتوفي في 12 سبتمبر 2007 في لوجانفيل في الولايات المتحدة بسبب سرطان الرئة.

## وصلات خارجية
- بوبي بيرد على موقع IMDb (الإنجليزية)
- بوبي بيرد على موقع ميوزك برينز (الإنجليزية)
- بوبي بيرد على موقع أول ميوزيك (الإنجليزية)
- بوبي بيرد على موقع ديسكوغز (الإنجليزية)